# Voinea Marinescu
Voinea Marinescu (n. ''Marinoff, 31 mai 1915, Somovit, Bulgaria – d. 2 septembrie 1973, București) a fost un reputat medic chirurg din România, ministru al sănătății și prevederilor sociale în perioada 1954-1966, membru corespondent al Academiei Române (din 1963). Voinea Marinescu a fost membru de partid din septembrie 1944.

## Biografie
Voinea Marinescu s-a născut la data de 31 mai 1915 în localitatea Somovit (Bulgaria). A absolvit Facultatea de Medicină din București, specializându-se apoi la Institutul de medicină "I.P. Pavlov" din Leningrad (1948-1952) și în clinicile prof. F.C. Uglov și A.N. Bakulov. În anul 1950 a obținut diploma de candidat în științe la același institut.
Reîntors în România, a fost încadrat pe postul de conferențiar universitar la Catedra de chirurgie a IPMSF București (sub conducerea profesorului Nicolae Hortolomei), apoi ca profesor titular la Clinica chirugicală a Spitalului Fundeni (1959-1973).
Prof. Voinea Marinescu a întreprins studii experimentale și clinice în domeniul chirurgiei cardiace și toracice, abordând cu echipe complexe (Dan Setlacec, Gh. G. Litarczec ș.a) operațiile pe cord oprit și deschis; a adus contribuții și în problemele legate de circulația extracorporală. A fost vicepreședinte al celei d-a XII-a Sesiuni a Adunării Organizației Mondiale a Sănătății (OMS).
În perioada 10 iunie 1954 - 18 august 1966, prof. dr. Voinea Marinescu a deținut funcția de ministru Arhivat în 16 septembrie 2016, la Wayback Machine. al sănătății și prevederilor sociale în guvernele din România. În anul 1963, a fost ales ca membru corespondent al Academiei Române.
A fost căsătorit cu Simona Bondoc.
A încetat din viață la data de 2 septembrie 1973 în orașul București, la vârsta de doar 58 ani.

## Studii
- Facultatea de Medicină din București (1935–1941);
- A făcut specializări în chirurgie toracică la Institutul de Medicină „Pavlov“ și la clinici din Saint Petersburg, obținând titlul de specialist în chirurgie toracică și candidat în științe medicale (1949–1952).

## Distincții
- Ordinul „Steaua Republicii Populare Romîne” clasa a IV-a (21 august 1954) „pentru merite deosebite pe tărîmul construcției de stat, economice, sociale și culturale, cu ocazia celei de a zecea aniversări a eliberării patriei noastre”[4]
- Ordinul Muncii clasa a II-a (30 decembrie 1957) „cu ocazia celei de a zecea aniversări a proclamării Republicii Populare Romîne și pentru merite deosebite în îndeplinirea sarcinilor date de Partidul Muncitoresc Romîn, pentru merite deosebite pe tărîmul construcției de stat, economice, sociale, culturale și obștești”[5]
- Ordinul „23 August” clasa a IV-a (12 august 1959) „pentru merite deosebite în opera de construire a socialismului”[6]
- Medalia „40 de ani de la înființarea Partidului Comunist din Romînia” (6 mai 1961) „pentru merite în activitatea de partid și întărirea regimului democrat-popular”[7]
- Ordinul Muncii clasa I (18 august 1964) „pentru merite deosebite în opera de construire a socialismului, cu prilejul celei de a XX-a aniversări a eliberării patriei”[8]
- titlul de Medic Emerit al Republicii Populare Române (29 mai 1965) „pentru merite excepționale și realizări deosebite în domeniul ocrotirii sănătății oamenilor muncii”[9]
- Ordinul „Tudor Vladimirescu” clasa a III-a (30 aprilie 1966) „cu prilejul celei de-a 45-a aniversări de la înființarea Partidului Partidului Comunist din România, pentru merite deosebite în opera de construire a socialismului”[10]
- Ordinul „23 August” clasa a III-a (1971) „pentru merite deosebite în opera de construire a socialismului, cu prilejul aniversării a 50 de ani de la constituirea Partidului Comunist Român”[11]

## Lucrări
- Tratamentul arsurilor (1953)
- Anestezia. Probleme teoretice și practice (1957) - în colaborare cu Nicolae Hortolomei, Dan Setlacec ș.a.
- Resuscitarea respiratorie și cardiacă (Ed. Academiei Republicii Populare Române, 1963) - în colaborare cu Gh. Litarczek, Dan Setlacec și B. Fotiade
- Circulația extracorporeală și hipotermia profundă (Ed. Academiei Republicii Populare Române, 1962) - în colaborare cu Gh. Litarczek, B. Fotiade, Stela Carnaru și Marian Ionescu
- Catecolaminele: Biologie; Patologie (Ed. Academiei Republicii Populare Române, 1965) - în colaborare cu Exacustodian Păușescu și Marian Ionescu
- Biologia transplantării țesuturilor și organelor (Ed. Medicală, 1967) - în colaborare cu Exacustodian Păușescu și Florica Negrea
- Parazitoze ale sistemului nervos (Ed. Științifică și Enciclopedică, 1981) - în colaborare cu Constantin Arseni, A. V. Ciurea, Adrian Cristescu și Lenke Horvath